# Mewtwo
Mewtwo (ミュウツー Myuutsuh en japonès) és un personatge fictici de Pokémon. L'origen de Mewtwo es troba en l'intent per part del líder del sindicat criminal Team Rocket de crear, a partir de l'ADN, un clon de Mew el suposat Pokémon més poderós de tots (títol que segons veus se'l va donar el mateix Arceus, el déu dels Pokémon).
El nom de Mewtwo prové de Mew i two. Mew és una criatura tan estranya que es pensava que estava extingit en l'antiguitat, al qual han fet servir de model i en varen fer aquest clon: Mewtwo. I two (de l'anglès, dos) vol dir que "és el segon Mew que ha existit" i, per tant, un dels Pokémon més poderosos del món sencer.
Hi ha dues pel·lícules on ell n'és un personatge molt important: la primera, Pokémon: The First Movie (quan el creen), i l'especial de televisió just abans de la quarta pel·lícula, Pokémon: Mewtwo Returns (el retorn). La primera és l'antagonista principal i protagonista de la pel·lícula. L'especial simplement s'alia amb Ash Ketchum per combatre el seu pitjor enemic i creador, el malvat líder del Team Rocket, Giovanni.

## Biologia
Mewtwo és considerat com un dels Pokémon més poderosos. Mewtwo és un personatge molt misteriós, de caràcter complicat i idees sorprenents. Mewtwo és el Pokémon potser més semblant als humans: pensaments racionals, habilitats especials superiors als altres Pokémon, etc. A pesar d'això, Mewtwo sempre es va considerar inferior als altres éssers vius, ja que va ser creat artificialment. Va arribar a autodenominar-se el millor entrenador Pokémon del món, donant-se un títol reservat només als humans, el que demostra que possiblement hagués desitjat ser un ésser humà.
Al néixer, solament va veure destrucció, maldat i mentides per part dels humans. Es va començar a sentir per sota dels altres, i va voler sortir a flotació. En ser enganyat per Giovanni decideix crear un món on els clons puguin viure en pau i on els malvats humans no existeixin. Comprendre la seva ment i el seu comportament és un veritable repte. Una de les característiques més notables de Mewtwo és el tub de la part posterior del seu crani, a la seva columna vertebral. No és exactament un coll, ja que, òbviament, no proporciona suport al capdavant, no obstant això, encara és més probable una segona medul·la espinal, o un sistema dels nervis, el que permet una major quantitat de sang i la transmissió sensorial al cervell, fent més forts els seus poders psíquics.

## Aparicions

### Videojocs
En els videojocs, Mewtwo és el Pokémon més poderós de la Primera Generació. Fou creat pels científics de Giovanni, Líder del Team Rocket, però escapar del Laboratori de la Mansió Cremada d'Illa Canella i escapa a la Cova Celeste. Allí espera fins que Red (el persontage que controla el jugador) el captura. Mewtwo és el primer Pokémon introduït en la franquícia amb el nivell màxim 70 (igualat per Lugia, Ho-Oh, Groudon, Kyogre, Rayquaza, Giratina, Regigigas i Heatran) tot un repte per capturar-lo. Només és superat en nivell d'estat salvatge per Arceus, el Déu dels Pokémon i el presumpte Pokémon més poderós de tots.
En Pokémon Stadium, Mewtwo és l'enemic final d'aquest una vegada superes tot el joc. El premi per guanyar-lo és tenir a Mew en el Stadium. En Pokémon Stadium 2, El Rival, l'enemic final del joc, una vegada o completes tot; posseeix un Mewtwo amb unes estadístiques molt superiors a tot el que s'havia vist i uns atacs molt temibles i equilibrats. En Super Smash Bros. Melee, Mewtwo és un personatge jugable, en el Super Smash Bros. Brawl fou reemplaçat per Lucario, i no va ser fins al Super Smash Bros. Wii U/3Ds que tornaria com a personatge jugable, tot això com a DLC. Mewtwo torna a ser un personatge jugable a Super Smash Bros. Ultimate, aquest cop podent-lo aconseguir en el propi joc sense necessitat de DLCs.

### Anime

#### Sèrie
Mewtwo a més presenta algunes aparicions en l'anime principal. En l'episodi "El Misteri en el Far" quan Ash, Brock i Misty arriben a un far i toquen la porta, una imatge de Mewtwo es veu tallada en la porta, entre altres Pokémon Llegendaris. Mewtwo torna a aparèixer tres vegades més, encara que ara usant la seva armadura i un casc, però la seva identitat no és revelada més que com un Pokémon misteriós i maligne segons Gary Oak. La seva primera aparició és en una Batalla Pokémon en el Gimnàs de Ciutat Verda (Viridian City) entre Giovanni i Gary, qui és vençut fàcilment. En aquest mateix episodi apareix per segona vegada durant una breu escena amb Giovanni parlant-li i indicant-li que té un treball per a ell. La seva última aparició és quan Mewtwo escapa del gimnàs després de destruir tot al seu al voltant durant l'episodi "Duel en el Poké Corral".

#### Pokémon: The Movie, Mewtwo Strikes Back
En la pel·lícula número u de Pokémon, Mewtwo és el principal antagonista d'ella. Mewtwo fou creat artificialment per científics humans. Tot comença quan Giovanni, el líder del Team Rocket, un sindicat del crim en el món Pokémon que opera en Kanto i Jotho, finançà una expedició a l'Amazones a la recerca d'un d'un fòssil del Mew, el Pokémon més poderós de tots segons els mites humans. El grup d'exploradors contractat pel Team Rocket troba amb èxit unes ruïnes on en l'antiguitat semblava que oraven i veneraven a Mew com un Déu.
El grup d'exploradors i científics troba amb èxit a les ruïnes una cua fossilitzada del Pokémon Mew, l'estrany Pokémon que Giovanni desitjava tenir tant. Per tal de fer el clon més poderós que el Mew original, gràcies a la genètica artificial humana i a la seva enginyeria, crearen un clon molt més poderós que el Mew corrent: quins poders psíquics eren devastadors. El segueren modificant durant anys i anys de terribles experiments, fins que un dia acabaren. Passaren més anys, i el Mew clon es va fer més gran i més poderós amb els anys, allí fou quan no pogué contenir més el seu poder, es cansa i s'alliberà de la seva vitrina on l'estaven crea’n.
Ràpidament, el clon estava perplex: no és el que havia somiat amb anterioritat, i tota aquella gent misteriosa que el rodejava, veient-lo com estaquirots, no sabia qui podien ser. Ràpidament els científics, a veu del seu creador principal, el Dr. Fuji, li digueren qui era i els seus orígens, i lo més important li digueren el seu nom: Mewtwo, i que ell era un clon artificial del Pokémon Mew. Mewtwo, pregunta que ara que les proves i els experiments havien acabat, que seria d'ell, que es faria amb ell... el Dr. Fuji li contesta que les proves no han acabat, si no que tot just acaben de començar...
Dites paraules enfurismaren a Mewtwo, perquè no podia ser que el seu destí fou ser un simple conillet d'índies. Mewtwo s'enfada, assassinà als científics, inclòs el Dr. Fuji, i destruir el seu laboratori. Giovanni, el líder del Team Rocket, s'aproximà a l'illa del laboratori ja destruït. Ell varà fer un pacte amb Mewtwo; en primera instància li proposa controlar el món, Mewtwo digué que no necessitava la seva ajuda per fer-ho; llavors Giovanni li explicà que si no aprenia a controlar els seus poders, ell s'acabaria destruint. Giovanni sabia com fer-ho. Mewtwo accedí a controlar els seus poders psíquics gràcies a l'ajuda del Líder Rocket.
Junts foren a la base Rocket. Giovanni li proporciona una armadura a Mewtwo – vista en l'anime – que l'ajuda a concentrar els seus poders. Així Giovanni li digué que si aprenia a controlar-los esbrinaria el seu propòsit. Mewtwo li pregunta quin era. Giovanni li digué que ja el descobriria. Giovanni li encarrega a Mewtwo els treballs més bruts del Team Rocket mentre l'ajudava a controlar els seus poders. Un dia, Mewtwo, que ja havia après a controlar-los, pregunta quin era el seu propòsit. Llavors: Giovanni aparegué i digué:
Giovanni: Servir al teu mestre. Vas ser creat per combatre i guanyar per mi. Aquest és el teu propòsit.
Mewtwo: No pot ser. Vas dir que érem socis. Que érem iguals.
Giovanni: Vas ser creat per humans per servir-los. Mai seràs com nosaltres.
Mewtwo: Pot ser que els humans m'hagin creat. Però mai m'esclavitzaran. Aquest no pot ser el meu destí!
Giovanni: Ja n'hi ha prou!
Mewtwo: Jo no vaig néixer sent un Pokémon… varà ser creat i els meus creadors m'han usat i traït... així que... estic sol!!!
Mewtwo, saben de la traïció de Giovanni, s'escapa de la seva base, destruint-la, però no matant-lo, i fugint cap a l'illa on el varen crear. Allà planifica i reflexiona els seus pensaments. Decideix que ell mateix trobarà el seu propòsit, i que purgarà el planeta Terra de tot aquell que li faci front, tan humans com Pokémon. El seu regnat sobre el planeta aviat donarà un inici. Mewtwo reconstrueix el laboratori, i fa d'ell la seva base personal, batejant-la Nova Illa (New Island). Allà es disposa a idear el seu malèvol pla on eliminarà als malvats humans i Pokémon i només existiran els clons.
Per complir el seu pla de purificació mundial i de regnat, Mewtwo organitza un torneig mundial, denominat així mateix com el Millor Mestre Pokémon en el Món, on només els millors poden arribar a l'illa i enfrontar-se amb ell. Això sí, res se sap de l'identitat del Mestre, que no és ni més ni menys que Mewtwo. Mewtwo observa en tota la regió Kanto els millors entrenadors Pokémon de la regió, i els donà una invitació per anar a la seva illa i enfrontar-se amb aquest. Entre els entrenadors que poden acudir a l'illa després d'una forta tempesta d'a la mar, i utilitzant els seus Pokémon per viatjar-hi. Entre ells es troba el protagonista la sèrie Pokémon, Ash Ketchum.
En l'illa de Mewtwo, aquest els mostrà el seu pla i com per aquest motiu havia segrestat a la Infermera Joy. Ash i els seus i els altres entrenadors Pokémon intentaren detenir-lo. Però res podien fer amb els seus temibles poders. En mig del torneig, Mewtwo segrestar tots els Pokémon per clonar-los i crear l'inici dels seus seguidors. Ash desesperat, intentar salvar a Pikachu i als seus, però res podia fer per evitar la clonació. Això si aconseguí alliberar els Pokémon per lluitar contra els clons de Mewtwo.
En mig de la batalla paregué Mew, cosa que fa enfuriasmar més a Mewtwo per lluitar contra aquest i els altres. Aquesta batalla decidiria el futur del món sencer. La batalla fou un caos, i ràpidament Pokémon i Clons es foren debilitant, metre Mewtwo seguia lluitant amb satisfacció. Al final, per parar aquest terrible malson, Ash es fica entremig de les ràfegues de Mewtwo i Mew i es convertí en pedra. El combat parar immediatament. A llàgrimes dels Pokémon i Clons, i sobretot de Pikachu, Ash tornar a la normalitat. Mewtwo comprengué que s'havia equivocat, que cadascú és lliure d'elegir els seus propòsit en pau i no fent el mal, i marxà amb els seus Clons; però no abans per borra les memòries de tots els que havien sofert en la batalla.

#### Mewtwo’s Returns
Mewtwo viu pacíficament en Jotho, juntament amb els seus clons, en un llac amb unes aigües saníssimes i curatives. Giovanni, Líder implacable del Team Rocket localitza a la seva antiga creació, gràcies als seus satèl·lits disposats en Jotho, i a la seva més cruenta membre i agent secret d'infiltracions, el Tulipa Negre. Això fa que Mewtwo hagi de lluitar per poder subsistir amb llibertat o acabar en les urpes de Giovanni, de nou, i per sempre més.
Mewtwo, encara que té estima per la vida sempre està preguntant-se per què viu, si només és un clon, un experiment... però la lluita començarà aviat. Mewtwo envia als seus Pokémon per alliberar-los i que siguin lliures. Però molt aviat el malvat, amb la seva unitat especial, ataca. Mewtwo rescata als seus amics, incloent-hi el Pikachu d'Ash Ketchum, i es prepara per lluitar contra Giovanni. Aquest li envia dos robots per neutralitzar-lo, però Mewtwo els derrotà fàcilment. Però aquesta formava part de Giovanni, atreure al clon de Mew per distreure'l, anar-ne a la seva illa, i capturar els seus clons que s'havien quedat allà, tot això liderat pel Tulipa Negre, i en cas que Mewtwo no fes el que ell els manava, neutralitzarien als seus amics.
Mewtwo accedí, i Giovanni li digué que els fiques entre la llum dels dos droides; així el clon no podria escapar, i a més a més fer que la ment de Mewtwo jurés lleialtat al seu antic creador. Ash Ketchum – qui recorda el nom de Mewtwo per Pikachu – alliberà Mewtwo de les màquines, i llença a aquest en la font d'aigua curativa. Mewtwo tingué visions de Mew, i comprengué finalment que ell no era un simple clon, sinó un ésser viu i recuperà el seu poder, a part d'incrementar-lo i derrotà a Giovanni, deixant-lo sense records d'ell. Després s'acomiada del seu aliat Ash, i no li esborra els records com en la primera pel·lícula. Mewtwo se'l veu per últim cop en la ciutat, baix la lluna plena, sota una capa.

## Popularitat
Mewtwo és en un dels Pokémon més populars de tots els temps. A part de protagonitzar la primera pel·lícula de Pokémon, i d'aparèixer en varies entreges de la saga Super Smash Bros. i d'esser el Pokémon més poderós de la primera generació, és també un dels més famosos i populars juntament amb altres (Pikachu, Jigglypuff, Lucario…). Fou un dels primers Pokémon a tenir veu (juntament amb Meowth i altres), però a diferència d'aquests Mewtwo no és que parlés, utilitzava la telepatia per parlar.
Quan aparegué en la pel·lícula, Pokémon: The Movie, tothom sabia que Mewtwo en seria el principal antagonista, basant-se en els videojocs i en l'anime. Així Mewtwo, en Mewtwo Strikes Back, la popularitat Pokémon de Mewtwo va ascendir a quantitats molt grans i considerables. Mewtwo és un dels lluitadors més poderosos del Melee la qual cosa el feu encara més popular, juntament amb el merchandising, on seria replicat en el joc de cartes oficial i en figuretes.